# Naj Tunich

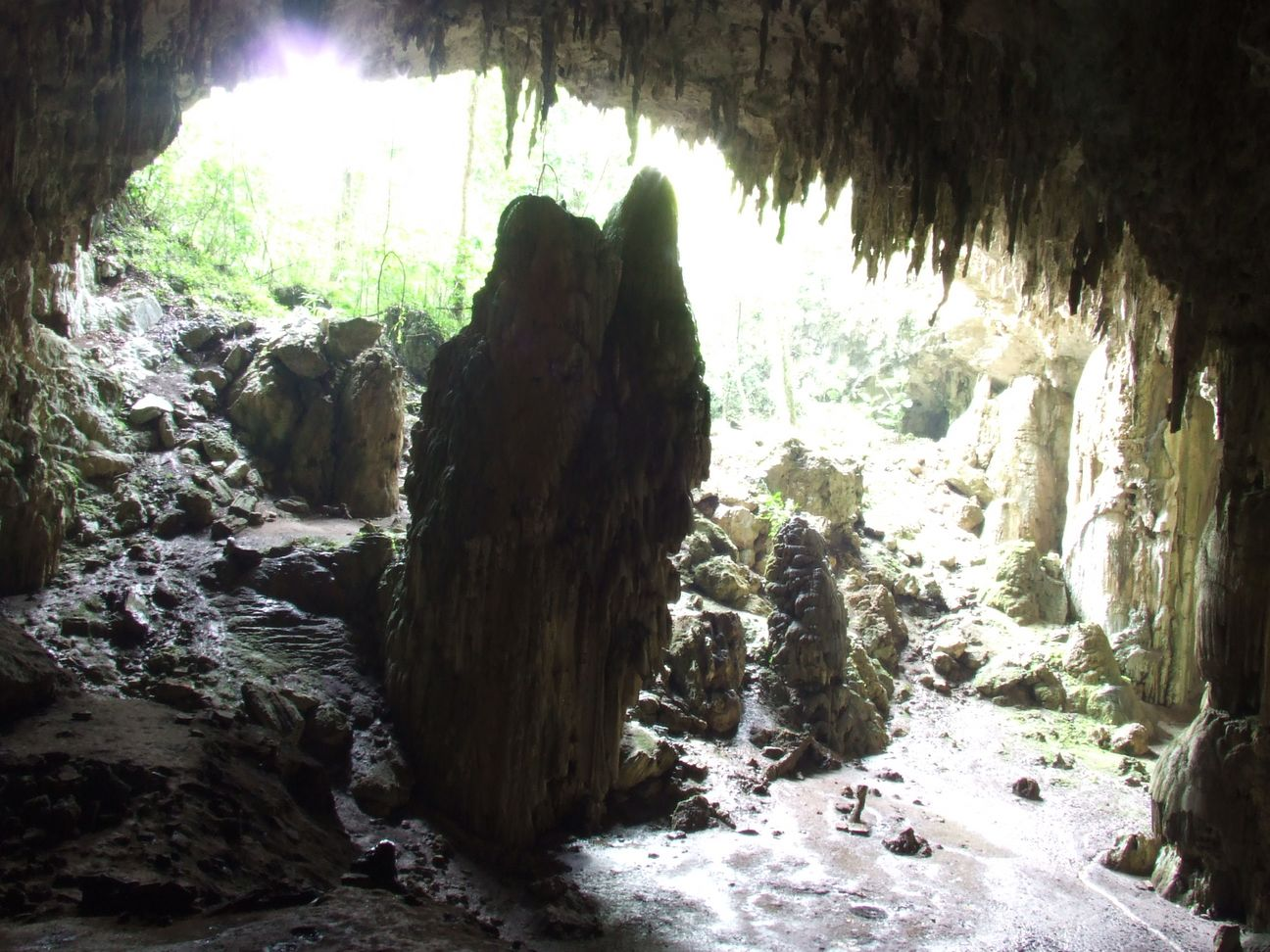
Entrée de la grotte

Naj Tunich est une grotte de formation karstique et un  site archéologique maya de la municipalité de Poptún dans le département du Petén au Guatemala, à un kilomètre de la frontière du Belize. Sa découverte a joué un rôle pionnier dans le domaine de l'archéologie des grottes dans la civilisation maya. Elle a été proposée en 2002 comme site au patrimoine mondial de l'UNESCO.

## Étymologie
« Naj Tunich » signifie « maison de pierre » en maya mopan. Ce nom lui fut donné par un des premiers visiteurs, un linguiste américain nommé Pierre Ventur. 

## Découverte
La grotte fut découverte en 1979  par un Maya Kekchi, Bernabé Pop, alors qu'il chassait. Il en révéla l'existence à Mike De Vine, un américain travaillant comme guide dans la localité de Poptún. La grotte fut fouillée par James Brady et Andrea Stone. En 1988, les archéologues découvrirent de nouvelles galeries. En 1989, la grotte fut victime d'un acte de vandalisme gratuit, détruisant irrémédiablement vingt-trois des œuvres d'art.

## Histoire et description
Au cours des périodes préclassique et classique, la grotte fut un important lieu de pèlerinage pour les Mayas. Les Mayas considéraient les grottes comme des accès à l'Inframonde ou Xibalba. Naj Tunich fut le théâtre de nombreuses activités rituelles, qu'il s'agisse de saignées rituelles ou de sacrifices d'enfants.

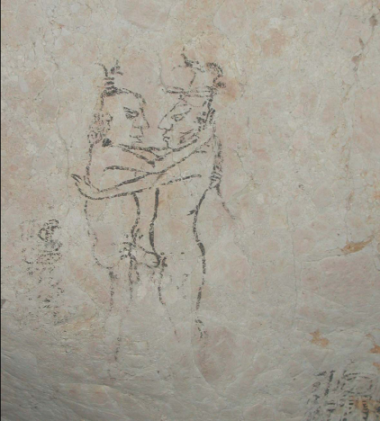
Dessin 18 représentant une relation sexuelle

On y a découvert un grand nombre de peintures, de dessins, d'inscriptions, d'empreintes de mains, d'artefacts et de constructions maçonnées. Certaines inscriptions commémorent la visite de personnages importants dans la grotte, sans doute des souverains comme l'indique la présence du glyphe-emblème assez rare d'Ixtutz, un site à 35 km au Nord-Ouest de Naj Tunich ou encore une inscription mentionnant la visite de Tum Yohl K'inich, sans doute un souverain de Caracol.
On accède à la grotte par une salle d'entrée haute de quelque 30 m. Sa pente raide a été aménagée par les Mayas qui ont construit des murets. Dans la partie supérieure une terrasse nivelée a été appelée le « Balcon ». C'est dans cette zone que l'on a retrouvé le plus grand nombre d'artéfacts. On y a découvert sept structures, fosses ou enclos maçonnés. Au-delà du Balcon les archéologues ont installé une porte métallique qui donne accès au réseau de galeries long de près de 3 km. C'est dans ces galeries que se trouvent les œuvres d'art rupestre.